# Mapila
Os mapila ou muçulmanos mapila são os membros do maior grupo muçulmano no estado indiano de Querala. Este comunidade surgiu principalmente como consequência dos contactos pré e pós-islâmicos. Os mapilas residem principalmente na região Malabar